# Антоній-Роберт Станіславський
Анто́ній-Ро́берт Станісла́вський, або Антон Григорович Станіславський (Antoni Robert Stanisławski; нар. 13 (25) червня 1817, містечко Ставище Таращанського повіту Київської губернії — пом. 9 (21) серпня 1883, м. Біла Церква) — польський правознавець, перекладач, з польського шляхтетського роду. Батько художника-імпресіоніста Яна Станіславського і лікаря Гжегожа Станіславського. Доктор державного права (1851), таємний радник.

## Життєпис
Народився у містечку Ставище Київської губернії в родині, представники якої були причетними до управління гетьманськими маєтками Францішека Ксаверія Браницького.
Його батько Гжегож, випускник Кременецького ліцею, був приватним урядником, згодом керівником канцелярії окружного суду у Звенигородці і пізніше адвокатом.
Його мати Гонората з Ліпніцьких — дочка лейтенанта польської армії.
Мав братів Фелікса, Міхала, Ігнація та Юзефа. Ігнацій, який спочатку практикував фабричним лікарем у маєтку Браницьких у Вільшані, а потім у Києві, домігся звання колезького радника.
Двоюрідний брат Станіслав, син Яна, під час навчання в Медико-хірургічній академії у Вільнюсі (1835—1836) був учасником таємного Демократичного товариства (мав псевдонім Горвасі), а згодом став лікарем і колезьким радником.
Його швагро Владислав Рудницький був учасником Січневого повстання 1863 року, згодом емігрантом й засланцем.
Антоній навчався в приватній школі-інтернаті у Звенигородці, потім у василіянівському училищі в Каневі, а після його розпуску — у приватному Златопільському повітовому дворянському училищі Людвіга Віллєтті.
Навчався на юридичному факультеті Університету св. Володимира в Києві (1834–39). Слухав лекції Олександра Міцкевича.
Під навчання писав вірші українською мовою, стилізовані під фольклор настільки успішно, що один з них, «Козак на чужині» став популярним як народний твір, був перекладений на польську мову (J. Czeczot, «Piosnkiarki znad Niemna, Dniepra i Dniestra», Wil. 1845) і навіть був визнаний видатним українським фольклористом М. Максимовичем справжньою народною піснею козацьких часів.
За участь у таємному польському товаристві був заарештований разом з кількома іншими польськими студентами та ув'язнений у київській цитаделі (Косий капонір) з 7 серпня по 1 вересня 1837 року. Після завершення розслідування міністр освіти С. С. Уваров вирішив (4 жовтня), що Станіславський не заслуговує покарання.
16 березня 1839 року він знову серед понад сотні студентів був заарештований — за тиждень до закінчення Київського університету, але отримав вирок з найнижчим покаранням, що застосовувався в цій справі — переведення до Казанського університету з повторним проходженням навчального року. За наказом Уварова його прийняли в Казань без додаткової експертизи.
1 червня 1840 року закінчив Казанський університет зі ступенем кандидата правознавства. При цьому був зобов'язаний пропрацювати десять років у російських губерніях Імперії з одночасною забороною виїзду до Польського королівства. Згодом цей режим обмежився 6 роками.
У 1841 році склав іспит на ступінь магістра державного права і 27 квітня того ж року захистив кандидатську дисертацію, першу в історії юридичного факультету Казанського університету.
У квітні 1843 року йому довірили з випробувальним строком читати лекції з римського та цивільного права — спочатку в якості асистента, а згодом в якості доцента.
Відтоді він також читав лекції з публічного, поліцейського (російського) та міжнародного права, а з 1847 р. — з енциклопедії права.
Серед його слухачів був письменник Лев Толстой (1846—1847).
У 1851 році здобув ступінь доктора юридичних наук.
На початку 1852 року був обраний Сенатом Казанського університету на посаду професора кафедри юридичної енциклопедії. Від 1852 — екстраординарний професор енциклопедії та законознавства, 1869–79 — професор енциклопедії права.
Його лекції з використанням останніх досягнень юридичної науки, як зарубіжної, так і російської, були популярними серед аудиторії. Під час численних поїздок до Санкт-Петербурга він вивчав пам'ятки литовського та давньоруського права, що дозволило йому написати низку відповідних наукових робіт.
Наприкінці 1853 року був переведений до Харківського університету на аналогічну кафедру, з 1854 року — на посаду ординарного професора.
Від 1857 — ординарний професор кафедри енциклопедії права та законознавства і російських державних законів, від 1866–68 — декан юридичного факультету Харківського університету.
У Харкові він опинився серед чисельної польської громади, дружив із поляками, які працювали в університеті: Альфонсом Валіцьким, Едмундом Лівським, Люцяном Павловичем; був тісно пов'язаний з родиною Іполита та Михалини Семирадських (батьків художника Генріха Семирадського); опікувався польськими студентами.
1868 року їздив до Варшави і Познані в пошуках видавців своїх творів, але 1869 — повернувся до Казані.
1879 остаточно переїхав до Варшави, щоліта приїжджаючи у Київську губернію.
Під час чергового приїзду на відпочинок помер 9 (21) серпня 1883 року в Білій Церкві, де і був похований.
Переклав польською мовою білим віршем «Божественну комедію» Данте — «Boska komedja» (Poznan, 1870; Krakow, 1887), написав кілька поезій, пісень і дум польською мовою.

## Родина
1859 року у Харкові одружився з Кароліною з роду Ольшевських, яка народила чотирьох дітей, серед яких Ян (1860—1907), Гжегож (1976—1921) і Антоніна.
Після смерті Антона Григоровича Кароліна надіслала свої спогади про молодість чоловіка в редакцію польського часопису «Kłosy».